# Joseph-Marie Lo Duca
Joseph-Marie Lo Duca (Milà, Itàlia, 18 de novembre de 1905 o 1910 - Fontainebleau, França, 6 d'agost de 2004) va ser un periodista, novel·lista, crític d'art i historiador del cinema italofrancès, conegut com a cofundador el 1951 de la influent revista francesa Cahiers du Cinéma amb André Bazin, Jacques Doniol-Valcroze, i Léonide Keigel.

## Biografia
Lo Duca (originalment Giuseppe Lo Duca) va néixer a Milà (Itàlia) el 1905 o 1910 en una família d'origen sicilià. Fascinat des de ben jove per llegir i escriure, va publicar la seva primera novel·la La sfera di platino el 1927. La seva obra posterior, traduïda i publicada a França, va obtenir l'entusiasme d'André Breton, Paul Valéry, Marcel Griaule, i Jean Cocteau.
Per evitar l'arrest després d'una disputa amb l'escultor Arturo Martini, Lo Duca va emigrar a París el 1935 on finalment va ser nomenat director del Centre internacional de Documentació Fotogràfica i Cinematogràfica de París. Amb Paul Valéry va coescriure Conversation sur l'histoire juntament amb monografies sobre pintors com Henri Rousseau i Giorgio de Chirico.
El 1942, després d'haver reunit una gran quantitat de documents i objectes rars relacionats amb el cinema, Lo Duca va establir el Musée Canudo al Palau de Chaillot de París amb l'objectiu de fundar el Museu Internacional del Cinema a Roma. El projecte del museu a Roma, però, no va sobreviure a la guerra.
El 1948 va publicar Le dessin animé amb prefaci de Walt Disney. La seva Histoire du cinéma (1942) va ser traduïda a dotze idiomes, mentre que Technique du cinéma (1948) es va convertir en una obra de referència destacada.
La seva novel·la Journal secret de Napoléon Bonaparte, publicada el 1948 amb un prefaci de Jean Cocteau, va rebre entusiastes ressenyes de Georges Bataille, Jacques Audiberti, Joseph Delteil, Marcel Pagnol, Jean Dutourd, i Jacques Chastenet. André Breton va afirmar que l'autor havia inventat la “història-ficció”, un nou gènere literari. Reconeguda com el seu major èxit, la novel·la es va reeditar a França el 1980 i el 1997.
El 1951, va cofundar Cahiers du Cinéma i va romandre en el seu consell editorial fins al 1955.
Entre 1958 i 1967 Lo Duca va coeditar la Bibliothèque internationale d'érotologie publicada per Jean-Jacques Pauvert. Especialista en art eròtic, els seus treballs inclouen Eros im Bild (1942) amb prefaci de Georges Bataille, L'erotismo nel cinema (1945), Storia dell'erotismo (1968), Dizionario di sessuologia (1972), Manuel des confesseurs (1982), i Luxure de luxe: arte erotica nei fumetti da Botticelli a Lichtenstein, (1983). Erudit amb gust per la provocació, va publicar Les mines de Sodome (2001), una trilogia de relats breus sexualment explícits, quan tenia més de 90 anys.
El 1951 Joseph-Marie Lo Duca va trobar una còpia del negatiu de la segona versió de Carl Theodor Dreyer de La Passion de Jeanne d'Arc a les voltes dels Gaumont Studios. A continuació, Lo Duca va fer diversos canvis significatius, entre els quals va afegir una partitura barroca i la substitució de molts intertítols per subtítols. Durant molts anys, la versió de Lo Duca va ser l'única disponible. El propi Dreyer es va oposar, però, a aquest tall.
El 1960 va editar la versió novel·lada francesa de La Dolce Vita de Federico Fellini. El 1974 va prologar l'edició francesa del guió d' Amarcord escrit per Fellini i Tonino Guerra.
Entrevistat per Radio France el 1999 sobre la seva llarga carrera, va destacar la seva defensa de la llibertat d'expressió artística sota una severa censura francesa durant la dècada de 1960.
El 2004, va concedir la seva darrera gran entrevista al cineasta canadenc Damian Pettigrew sobre la relació creativa entre Fellini i la seva dona, Giulietta Masina, així com la influència de l'escriptor italià Mario Tobino en el guió de La Dolce Vita.
El 1998 es va traslladar del suburbi parisenc de Nanterre a Samois-sur-Seine vora Fontainbleau on va morir el 2004. La biblioteca municipal fou reanomenada Bibliothèque Lo Duca en honor seu.

## Obra (selecció)
- La Sphère de platine (1927)
- Histoire du cinéma (1942)
- La Technique du cinéma (1948)
- Le Journal Secret de Napoléon Bonaparte (1948)
- L'Histoire de l'Erotisme (1961)
- Erotique de l'Art (1966)
- Dictionnaire de sexologie (1972)
- Et si nous parlions des crétins ? (1973)
- Les Mines de Sodome (2001)